# Saissetia vivipara
Saissetia vivipara är en insektsart som beskrevs av Williams och Watson 1990. Saissetia vivipara ingår i släktet Saissetia och familjen skålsköldlöss. Inga underarter finns listade i Catalogue of Life.